# Kjersti Grini
Kjersti Elizabeth Grini (Oslo, 7 september 1971) is een voormalige Noorse handbalspeler.

## Carrière

### Club
Grini begon in 1980 met handbal. De Noorse speelde in haar vroege jaren voor Lunner, Bækkelagets SK, Toten en opnieuw voor Bækkelagets SK, waar ze doorstroomde naar het eerste team. In 1997 maakte ze de overstap naar de Noorse eersteklasser Tertnes IL, waarmee ze in seizoen 1998/99 de halve finale van de EHF European League bereikte. In 2000 werd ze door de Deense topclub Ikast-Bording Elite Håndbold gecontracteerd. Met die club won ze in 2000 de Deense beker en een jaar later de EHF European League. In 2003 beëindigde ze haar loopbaan wegens een blessure. In oktober 2012 maakte ze haar rentree in het handbal bij Gjøvik HK. Eerst in het tweede team, maar later in seizoen ook in het eerste team, dat uitkomt op het hoogste niveau in Noorwegen.

### Nationaal team
Grini speelde 201 wedstrijden voor het Noorse nationale handbalteam. Met een indrukwekkend totaal van 1003 goals is ze topscorer aller tijden van Noorwegen. Met de Noorse selectie won ze in 1999 de wereldkampioenschappen en in 2001 behaalde ze zilver op het WK.
Bij de Europese kampioenschappen behaalde ze medailles in alle kleuren: brons op het EK van 1994 in Duitsland, zilver op het EK van 1996 in Denemarken en goud op het EK 1998 in Nederland.
In 2000 voegde ze ook nog een olympische bronzen medaille toe aan haar palmares. Op dat olympische toernooi werd de doelgevaarlijke opbouwspeelster topscorer van het toernooi. Iets wat ze ook bereikte bij het EK van 1996 en drie keer in de Noorse competitie.

### Trainer
Na haar spelersloopbaan coachte ze in 2004 de Deense eersteklasser Randers HK. Na een onderbreking van enkele jaren nam Grini in 2012 een functie over in de technische staf van de Noorse eersteklasser Gjøvik HK, waar ze ook als sportdirecteur werkte.

## Trivia
In 2005 nam Grini deel aan een pokertoernooi op de European Poker Tour in Baden. Ze eindigde op de 23e plaats en won ongeveer 4000 euro. Op 29 maart 2012 won ze een toernooi in Dublin met een prijzengeld van 2560 euro.